# Ambrosio Film
Pour les articles homonymes, voir Ambrosio.
L'Ambrosio Film est une maison cinématographique italienne active durant la période du muet. Elle fut parmi les premières maisons du monde spécialisées dans la production cinématographique et la première de ce genre en Italie.

## Historique
Fondée à Turin par Arturo Ambrosio et Alfredo Gandolfi en 1906 sous la dénomination Ambrosio & C., l'entreprise  commença ses activités dans la production de documentaires. durant ses premiers mois d'activité l'entreprise réalisa un volume de production appréciable et Ambrosio fit l'acquisition d'une salle de projection à la rue Catania. Cette même année, elle réalise également plusieurs films de fiction dont le mélodrame : Le Roman d'un enfant abandonné (Il romanzo di un derelitto) (réalisé par Roberto Omegna, et avec Luigi Maggi pour interprète). 
En 1907 l'entreprise prit la raison sociale Società anonima Ambrosio et devint connue simplement sous le nom Ambrosio Film. 
Entre 1909 et 1918, elle répliqua au film d'art français en lançant la « série d'or », parmi laquelle figurent des films comme Les Noces d'or ou Néron. 
Dès 1910 l'Ambrosio élargit son champ de  production avec les films comiques de l'Espagnol Marcel Fabre, et lança la production de courts métrages comiques de la série Robinet, en réaction à sa concurrente Itala Film qui avait engagé le fameux acteur comique français André Deed. En 1911 Ambrosio Film remporta le premier prix du concours cinématographique organisé à l'occasion de l'exposition internationale de Turin pour son film Les Noces d'or réalisé par Luigi Maggi. Durant cette période, Ambrosio Film put asseoir sa présence au niveau international, elle exportait ses pellicules en Europe, aux États-Unis et jusqu'en Russie, marché sur lequel se trouvaient également les maisons Pathé et Gaumont. Dès 1909 elle y avait envoyé son opérateur Giovanni Vitrotti qui y tourna quelques films et contribua au lancement de la production cinématographique russe.
Au cours des années 1910 et 1920 de nombreuses personnalités du cinéma travaillèrent auprès de l'Ambrosio Film ou s'y formèrent, comme Roberto Omegna, Luigi Maggi, Ernesto Vaser, Alberto Capozzi, Alberto Collo, Ernesto Maria Pasquali (qui fonda ensuite sa propre maison de production en 1907, la Pasquali Film), Mario Caserini, Vitale De Stefano, Eleuterio Rodolfi, Febo Mari, Mario Bonnard, des actrices telles Mary Cleo Tarlarini, Mirra Principi, Lydia De Roberti, Gigetta Morano, Helena Makowska, Maria Caserini, Fernanda Negri Pouget, Marcella Albani, ou encore Tatiana Pavlova et bien d'autres. Diverses personnalités de la scène culturelle italienne collaborèrent, tel le journaliste Arrigo Frusta, qui signa plusieurs scénarios, ou Gabriele D'Annunzio.
Dès 1919 l'Ambrosio Film entra dans l'Union cinématographique italienne et à partir de 1920 elle établit des liens étroits avec l'entreprise Officine Meccaniche Zanotta de Milan, avec laquelle elle produisit quelques films sous la marque Ambrosio-Zanetta. Au début des années 1920 l'Ambrosio fut sévèrement touchée par la crise de l'industrie cinématographique causée par la Première Guerre mondiale, elle essaya de relancer ses activités avec la création de coûteuses productions internationales comme Teodora (1919) et La nave (1921), qui la ruinèrent encore davantage, et la société ferma ses portes en 1924.

## Production
Entre 1906 et 1924 l'Ambrosio Film a produit plus de 1 300 films (documentaires, comédies, films dramatiques et films historiques), notamment Les Derniers Jours de Pompéi (1908).

### Filmographie partielle
- 1908 : Les Derniers Jours de Pompéi de Luigi Maggi et Arturo Ambrosio
- 1914 : Il dottor Antonio d'Eleuterio Rodolfi
- 1916 : L'isola tenebrosa de Carlo Campogalliani
- 1918 : Attila de Febo Mari
- 1916 : La collana della felicità de Carlo Campogalliani

### Principaux réalisateurs
- Arturo Ambrosio
- Edoardo Bencivenga
- Edoardo Bosio
- Carlo Campogalliani
- Alberto Capozzi
- Mario Caserini
- Arrigo Frusta
- Luigi Maggi
- Febo Mari
- Roberto Omegna
- Ernesto Pasquali
- Marcel Perez
- Giuseppe Pinto
- Eleuterio Rodolfi
- Giovanni Vitrotti